# Vsevolod I. Jaroslavič
Vsevolod I. Jaroslavič (1030 – 13. dubna 1093) byl kyjevský kníže z rodu Rurikovců, vládl v letech 1076 až 1077 a 1078 až 1093. Byl synem Jaroslava Moudrého a švédské princezny Ingigerd.

## Perejaslavský kníže
Vsevolod vládl dlouhá léta Perejaslavli, kterou mu odkázal ve své závěti otec. V té době úzce spolupracoval se svými staršími bratry, kyjevským knížetem Izjaslavem a černigovským knížetem Svjatoslavem, což jim umožnilo kontrolovat v podstatě celé území ruského státu. Historici proto často píší o triumvirátu. Roku 1073 získal na základě stařešinského práva po svém bratru Svjastoslavovi II., který vyhnal Izjaslava z Kyjeva a usedl na knížecí stolec, Černigov a dosadil sem svého syna Vladimíra.
Po Svjatoslavově smrti roku 1076 se stal kyjevským knížetem, ale trůn brzy přenechal staršímu Izjaslavovi, který se vrátil z ciziny. Izjaslav však již roku 1078 zahynul a Vsevolod znovu usedl na knížecí stolec v Kyjevě. Jeho vláda byla vyplněna množícími se dynastickými rozbroji a sílícími útoky kočovných Polovců, kterým se snažil čelit s pomocí svých synů, především nejstaršího Vladimíra.

## Rodina
Vsevolodovou ženou byla byzantská princezna, dcera nebo neteř císaře Konstantina IX. Monomacha. Podle pozdější ruské tradice poslal prý císař s nevěstou knížeti panovnickou korunu, tzv. Monomachovu čapku, kterou používala ke své korunovaci veliká knížata moskevská od roku 1498. Ve skutečnosti však šlo o zlatou přilbu egyptské provenience, kterou ve 14. století získal Ivan I. Kalita od tatarského chána.
V tomto manželství se kromě dalších dětí narodil kyjevský kníže Vladimír II. Monomach.